# IC 4288
IC 4288 је спирална галаксија у сазвјежђу Хидра која се налази на листи објеката дубоког неба у Индекс каталогу.
Деклинација објекта је - 27° 18' 16" а ректасцензија 13h 34m 30,3s. Привидна величина (магнитуда) објекта IC 4288 износи 14,0 а фотографска магнитуда 14,8. IC 4288 је још познат и под ознакама ESO 509-61, MCG -4-32-39, PGC 47831.